# Nicole Thomas-Mauro
Nicole Thomas-Mauro, née le 6 juin 1951 à Reims, est une femme politique française.

## Biographie
Elle soutient la candidature de Jean-Louis Schneiter aux élections municipales de 2001 à Reims, avant de se voir retirer ses délégations d'adjointe par ce dernier, devenu maire. Elle soutient ensuite Renaud Dutreil face à Catherine Vautrin aux municipales de 2008.
Dissidente du MPF, elle participe à la création de l'UMP en 2002.

## Mandats électifs
Mandat local
- 2001 - ? : adjointe au maire de Reims

Mandat parlementaire
- 20 juillet 1999 - 19 juillet 2004 : Députée européenne